# Enlil
Enlil (sum. 𒀭𒂗𒆤 den-lil2, tłum. „Pan Wiatru/Powietrza”) – w mitologii sumeryjskiej bóg stojący na czele panteonu sumeryjskiego, jako następca boga An; syn Ziemi (Ki) i Nieba (An), małżonek Ninlil, ojciec Nanny, Nergala, Ningirsu, Ninurty i Nisaby; głównym ośrodkiem jego kultu była świątynia E-kur w mieście Nippur; jeden z czwórki wielkich bogów-stworzycieli (obok boga An, boga Enki i bogini Ninhursag).
Według jednego z mitów Enlil stworzył pierwszego człowieka wykopując motyką dziurę w ziemi, z której człowiek wyrósł jak roślina. Inny mit opowiada, jak Enlil rozdziela swych rodziców: Niebo (An) zostaje podniesiony w górę, a Matka Ziemia (Ki) pozostaje przy jego boku. Miał również zesłać potop na Ziemię, aby uciszyć ludzi, przez których nie mógł spać. Jedynymi, którzy przetrwali potop, byli Utnapisztim (odpowiednik biblijnego Noego) i jego żona. 